# Rolando Marchelli
Rolando Marchelli (Gênova, 1665 - Gênova, 19 de dezembro de 1751) foi um pintor genovês do período barroco.